# Skärkinds landskommun
Skärkinds landskommun var en tidigare kommun i Östergötlands län.

## Administrativ historik
När 1862 års kommunalförordningar trädde i kraft inrättades i Sverige cirka 2 500 kommuner. Huvuddelen av dessa var landskommuner (baserade på den äldre sockenindelningen), vartill kom 89 städer och åtta köpingar. I Skärkinds socken i Skärkinds härad i Östergötland inrättades då denna kommun.
Vid kommunreformen 1952 uppgick denna  i storkommunen Norsholm.
År 1971 upplöstes Norholms landskommun och detta område fördes så till Norrköpings kommun.

## Politik

### Mandatfördelning i Skärkinds landskommun 1938-1946
| 13 | 7 |

| 20 |

| 13 | 7 |

| 20 |

| 12 | 8 |

| 18 |